# Dorcadion schultzei
Dorcadion schultzei là một loài bọ cánh cứng trong họ Cerambycidae.